# Mas la Llebre
El Mas la Llebre és una masia de la Llagosta (Vallès Oriental), antigament coneguda com a Hostal Sant Jaume i Hostal Nou.
La primera referència que tenim de l'edifici és de l'any 1729, quan queda registrat en un llibre d'òbits que es conserva a l'Arxiu Parroquial de Sant Fost de Campsentelles la defunció d'una filla (albat de nom Maria) de Frau Casas i Maria Casas. En aquella època, l'edifici feia la funció d'hostal amb el nom de l'Hostal Sant Jaume, i vulgarment conegut com a Hostal Nou. Situat a llevant del camí ral, l'hostal era parada obligada abans de creuar la pineda, sobretot de nit. Hi paraven carreters, diligències i carruatges de tota mena.
Amb el temps, l'edifici es va reconvertir en casa de pagès utilitzada com a masoveria. Va perdre la denominació d'hostal i ha estat conegut fins a l'actualitat com a mas la Llebre, per la imatge d'aquest animal situada a la part més alta de teulada i que la divideix en dos vessants o carener. Aquest nom ja es menciona en una llibreta de consums de l'any 1851 i al cadastre de 1862, on a més apareix com a propietària Carme Casademunt.
Al registre de la propietat de Mollet del Vallès apareix referenciada la casa denominada la Llebre, amb era de batre, regadiu, heretat Miralda l'any 1941. Més endavant apareix en el mateix registre com a heretat composta d'una casa i les terres de secà, separades per la carretera antiga de Vic, la carretera antiga de Caldes i la nova de Barcelona a Vic, el que dona idea de la seva extensió.
L'edifici va quedar incorporat al teixit urbà i industrial de la Llagosta degut al creixement que es va produir a partir dels anys seixanta del segle xx.